# Фоділь Мегарія
Фоділь Мегарія (араб. فوضيل مغارية; нар. 23 травня 1961, Шлеф) — алжирський футболіст, що грав на позиції захисника.
Виступав за клуби «АСО Шлеф» та «Клуб Африкен», а також національну збірну Алжиру. У складі збірної — володар Кубка африканських націй.

## Клубна кар'єра
У дорослому футболі дебютував 1982 року виступами за команду клубу «АСО Шлеф», в якій провів сім сезонів.
Своєю грою за цю команду привернув увагу представників тренерського штабу туніського клубу «Клуб Африкен», до складу якого приєднався 1989 року. Відіграв за команду зі столиці Тунісу наступні чотири сезони своєї ігрової кар'єри, вигравши за цей час два чемпіонати, один національний кубок та один Кубок африканських чемпіонів.
Завершив професійну ігрову кар'єру у клубі «АСО Шлеф», куди повернувся 1993 року і захищав його кольори до припинення виступів на професійному рівні у 1995.

## Виступи за збірну
1986 року дебютував в офіційних матчах у складі національної збірної Алжиру. Того ж року взяв участь у чемпіонаті світу 1986 року у Мексиці та Кубка африканських націй 1986 року, а через два роки став бронзовим призером наступного Кубка африканських націй.
Згодом у складі збірної був учасником домашнього Кубка африканських націй 1990 року в Алжирі, здобувши того року титул континентального чемпіона, після чого зіграв і на наступному Кубку африканських націй 1992 року у Сенегалі, але цього разу алжирці не змогли навіть вийти з групи.
Протягом кар'єри у національній команді, яка тривала 7 років, провів у формі головної команди країни 76 матчів.

## Титули і досягнення
- Чемпіон Тунісу: 1990, 1992
- Володар Кубка Тунісу: 1992
- Володар Кубка африканських чемпіонів: 1991
- Володар Кубка африканських націй: 1990
- Бронзовий призер Кубка африканських націй: 1988